# Canthidermis
Canthidermis es un género de peces de la familia Balistidae, del orden Tetraodontiformes. Este género marino fue descrito por primera vez en 1839 por William Swainson.

## Especies
Especies reconocidas del género:
- Canthidermis macrolepis Boulenger, 1888
- Canthidermis maculata Bloch, 1786
- Canthidermis sufflamen Mitchill, 1815

### Lectura recomendada
- Eschmeyer, William N. 1990. Genera of Recent Fishes. iii + 697.
- Eschmeyer, William N., ed. 1998. Catalog of Fishes. Special Publication of the Center for Biodiversity Research and Information, no. 1, vol 1-3. 2905.